# Andon Zako Çajupi

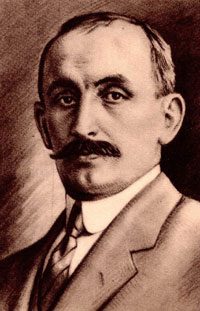
Andon Zako Çajupi.

Andon Zako Çajupi, född 27 mars 1866, död 11 juli 1930, var en albansk poet och dramatiker under det albanska nationella uppvaknandet.
Çajupi, som var son till en tobakshandlare, gick i en grekiskspråkig grundskola. 1882 reste Çajupi till Kairo, där han studerade franska under en femårsperiod. Under sin studievistelse i Egypten mötte han europeiska jurister, vilket inspirerade honom till att studera juridik 1887-1892 vid Université de Genève i Genève i Schweiz. Som student i Genève träffade Çajupi sin blivande maka Eugenia och de fick en son.
Efter att Çajupi avlagt juridisk examen utövade han yrkesmässigt juridiska ämbeten i tre år. Efter att hustrun dött 1892 tvingades han att lämna Schweiz.
Çajupi fick 1894 en anställning i ett tyskt företag. Hans karriär skadades då han opponerade sig mot företagets intressen i försvar för ett franskt företag. Hans ekonomiska situation var dock stabil då han kom från en välbärgad familj.
Under denna tid sammanträffade han med många albanska affärsman och ingick i den albanska intellektuella rörelse som uppstod i Egypten som agiterade för albansk självständighet från osmanerna. Enligt dokument från 1902 tillhörde han som medlem i organisationen Albanska Brödraskapet i Egypten. Hans finansiella stöd och professionella expertis bidrog till viktiga insatser för den albanska frågan.
Han deltog också i den albanska nationella renässansen genom att uttrycka sina patriotiska ådror i skönlitterärt form. Hans nationalistiska dikter gjorde honom mycket populär bland albanska läsare.
1902 i Kairo utkom Çajupi med antologin Baba-Tomorri "Fader Tomorr". Boken är uppdelad i tre delar och innehåller nationalistiska inslag. Çajupi skrev även pjäser och noveller. Hans humoristiska verk är också välkända bland albaner och spelas ofta på albansk teater.
Çajupi dog i Kairo och hans kvarlevor fördes till Albanien 1958.